# 背紋南鰍
背紋南鰍（學名：Schistura balteata）為輻鰭魚綱鯉形目條鰍科南鰍屬的其中一種。分布於亞洲緬甸南部Tenasserim的 Myinmoletkat Taung山的山間溪流流域，本魚最大的特徵在體側中央背鰭基部至臀鰭基部具有黑白相間的橫紋，體長可達5.4公分，棲息在水流湍急、礫石底質河川底層水域，生活習性不明。可做為觀賞魚，飼養時應放置在沉木、植物、岩石洞穴和鵝卵石之間提供許多藏身之處以及高流速和充氧水模擬山區溪流環境。

## 扩展阅读
維基物種上的相關：背紋南鰍